# Nelsonophryne aequatorialis
Nelsonophryne aequatorialis és una espècie de granota que viu a l'Equador.